# Бершово
Бершово — деревня в Городском округе Чехов Московской области России. Деревня связана автобусным сообщением с центром городского округа и соседними населёнными пунктами

## История
До 29 ноября 2006 года входила в состав Баранцевского сельского округа, после его упразднения и до 2017 года — в состав сельского поселения Баранцевское Чеховского района Московской области.

## Население
| 2002 | 2006 | 2010 |
| ---- | ---- | ---- |
| 150  | ↗168 | ↗171 |

## География
Бершово расположено примерно в 19 км (по шоссе) на юго-восток от Чехова, у впадения в речку Самородинка (левый приток Лопасни) безымянного ручья, высота центра деревни над уровнем моря — 171 м.